# Temple réformé de Sarre-Union
Le temple réformé de Sarre-Union est un monument historique situé à Sarre-Union, dans le département français du Bas-Rhin.

## Localisation
Ce bâtiment est situé rue des Églises à Sarre-Union.

## Historique
L'édifice fait l'objet d'une inscription au titre des monuments historiques depuis 1923.

## Architecture

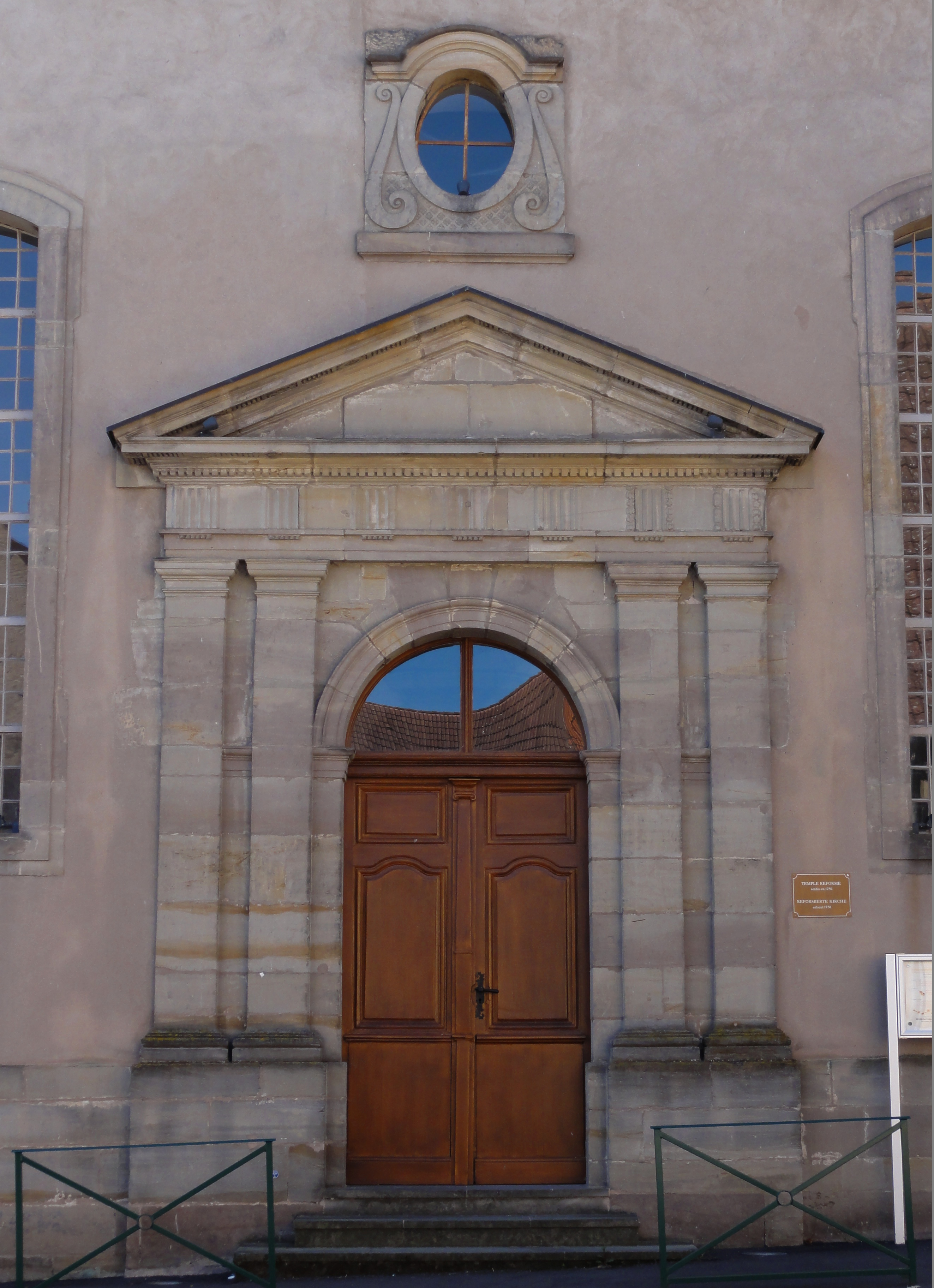
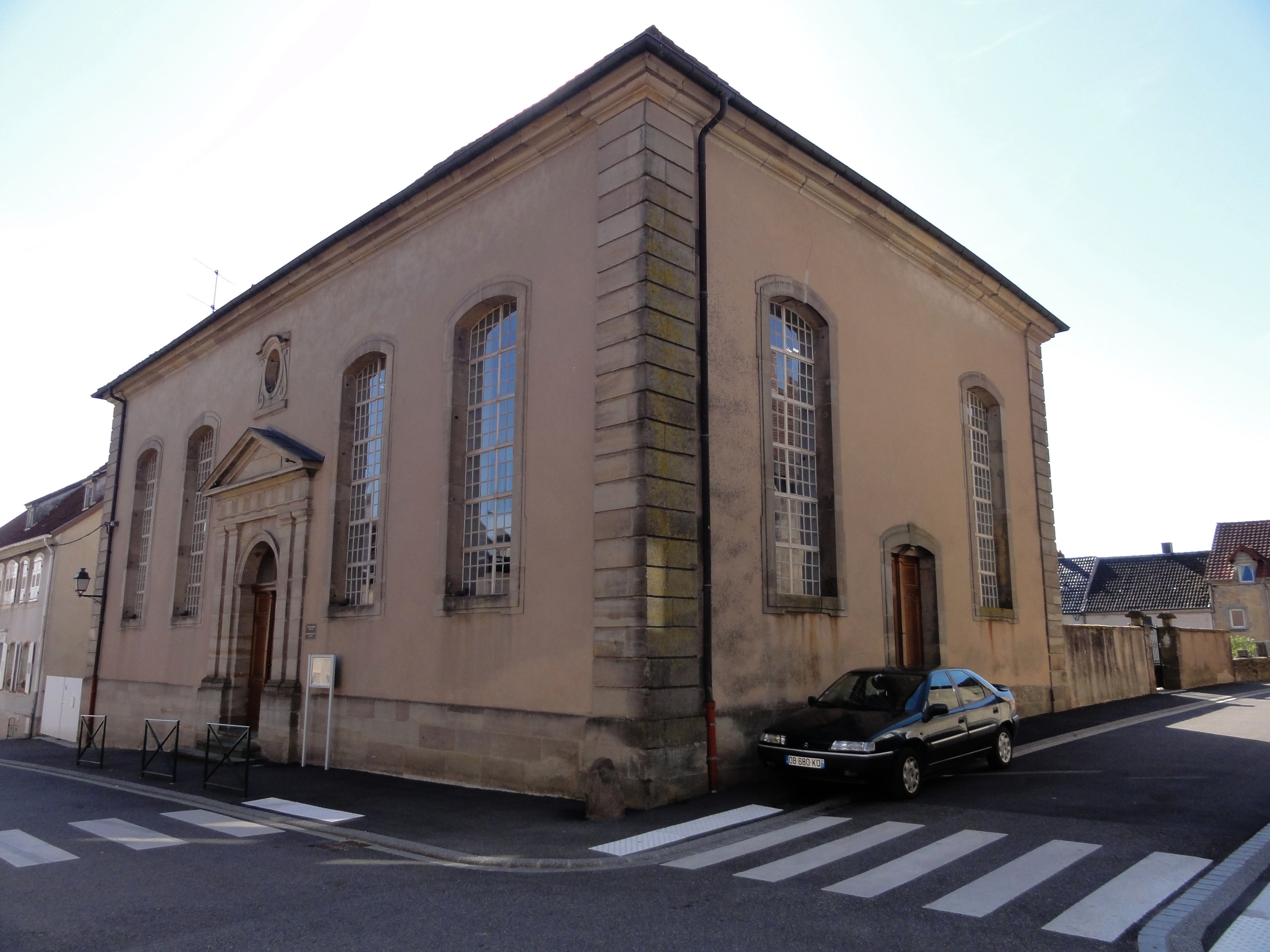
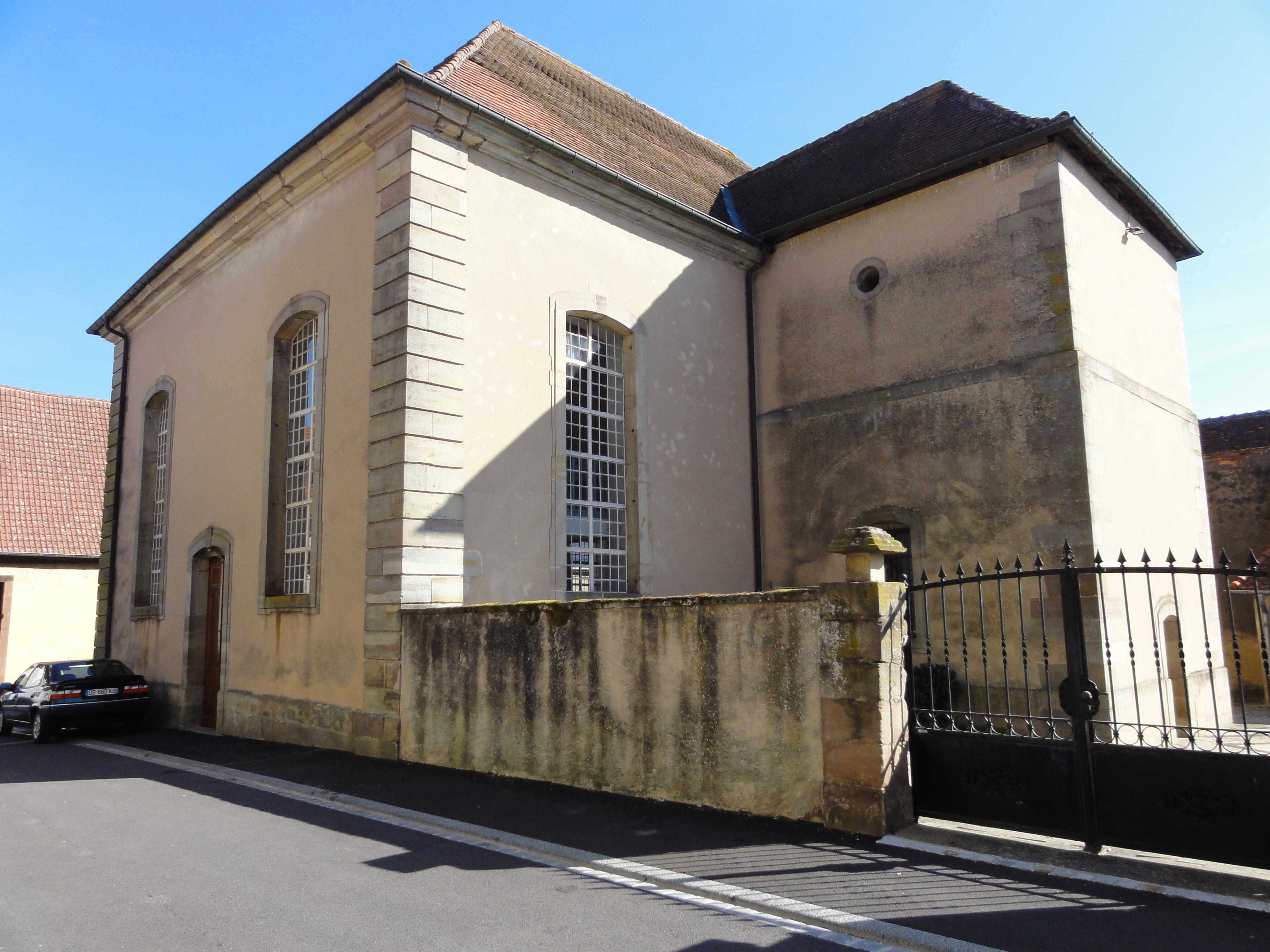